# Cosmophorus rugitergitus
Cosmophorus rugitergitus är en stekelart som beskrevs av Chen och Van Achterberg 1997. Cosmophorus rugitergitus ingår i släktet Cosmophorus och familjen bracksteklar. Inga underarter finns listade i Catalogue of Life.